# 三浦あいか
三浦 あいか（みうら あいか）は、日本のAV女優（1995〜2002、2012〜2013、2015〜）、元ストリッパー。
1990年代から2000年代にかけてAVやストリップに出演。神奈川県出身。AIKA（あいか）、長谷川 優（はせがわ ゆう）名義でも活動。

## 経歴
1995年3月、『好きです』で九鬼のTANKレーベルよりデビュー。スレンダーでやや筋肉質なボディが特徴の美形AV女優で、淫乱路線のカラミで人気を集めた。
1996年2月発売の『カウントダウン』（TANK）をもって引退するが、同年5月には、ロングヘアをショートにし「AIKA」としてカムバック。同年10月には再び「三浦あいか」に戻し、TANKではその後「本名」と称した「長谷川優」名義でも出演した。
1998年1月には「ラスト・ビデオ」と銘打った『最後の抱擁』（アトラス）がリリースされたが、翌年にはインディーズで復活。ハード路線を打ち出した1999年8月の『ドリームシャワー』（ワープエンタテインメント）は当時のインディーズ作品としてトップクラスの売上げを記録した。AVでは2002年まで活動した。
インタビューでは「SMには向いてない」（ビデオメイトDX・1997年2月号）と語っていたが、2冊ある緊縛写真集は非常に過激な内容でマニアにも評価が高く、海外サイトにも多くの緊縛グラビアが転載された。
AVと並行してストリッパー(所属は大阪東洋ショー)としても活動し、AV引退後も各地の劇場に出演した。2005年夏以降活動を休止し、引退説も囁かれていたが、2006年5月に久々の出演を果たした。
2012年9月25日『マドンナから復活！！三浦あいか 初本番』で復活を果たしたが、2013年12月25日のリリースを最後に自身主演のDVDの表紙に「引退」が掲載されたが、2015年の中頃に復帰した。

## 人物
T156/B84/W54/H83、血液型A型（デビュー時）→T155/B83(C)/W59/H79、血液型O型（MOODYZ出演時・同社公式HPより）→T154/B82/W58/H79、血液型A型（ストリップ転進後・公式HP「holoholo」より）。
誕生日は1976年2月4日→1976年5月1日→1975年11月2日 と変遷。
XCITYプロフィールでは、生年月日:1975年11月2日、血液型:O型、出身地:神奈川県、T:155cm B:81(B-65) W:54 H:79 としている。
FANZAプロフィールでは、生年月日:1975年11月2日、血液型:O型、出身地:神奈川県、T:155cm B:81(B) W:54 H:79 としている。
趣味:ドライブ、スキー、フィッシング

## 作品

### アダルトビデオ（オリジナル作品）
（特記事項がないものは三浦あいか名義）
1995年
- 好きです（3月15日、KUKI/TANK）＊デビュー作
- I LOVE YOU 好きだから、してあ・げ・る（4月24日、KUKI/TANK）
- サーモンピンク（5月24日、KUKI/TANK）
- 濡れうさぎ（6月20日、KUKI/TANK）
- 迷子になりたい（7月20日、KUKI/TANK）
- 抱いてください（7月21日、サクセス・ビデオ・コミュニティー）
- ミャ〜オ（8月19日、KUKI/TANK）
- Summer Memory（9月20日、KUKI/TANK）
- 着せ替え人形（10月25日、KUKI/TANK）
- 旅立ち まさか帰って来ないなんて有り得ないよね。（11月20日、KUKI/TANK）
- 秘密の花園（11月24日、フォーム）
- Fantasy（12月21日、KUKI/TANK）

1996年
- 濡れて溺愛（1月20日、KUKI/TANK）
- カウントダウン〜もう探さないで。（2月17日、KUKI/TANK）
- AIKA 私が噂の、元三浦あいかです。（5月15日、KUKI/TANK）AIKA名義
- POISON （6月15日、KUKI/TANK） AIKA名義
- 1000 carat （7月24日、KUKI/TANK）AIKA名義
- AIKA FREAK（8月14日、KUKI/TANK）AIKA名義
- NEO出血大制服 26（10月29日、アトラス21）
- 女教師いんらん痴漢電車 11 （11月21日、笠倉出版社）
- インターネットFUCK!! 三浦あいか・桜木亜美（12月18日、シェール）
- エロスの涙（12月19日、Planet（グランバカンス））
- インモラル天使 27（12月20日、シネマジック）

1997年
- 変態女子高生制服マニア VOL.3 ブレザー編（1月頃、創建美社）
- 女体をやさしくむいて（1月13日、オー・ケイ出版社）
- LINGERIE DOLLS vol.4 三浦あいか・藤谷かな・麻生早苗（1月19日、宇宙企画）
- シャブリーダンス（1月28日、Diana）
- 哀恋花（2月20日、大洋図書）
- 白衣の隷獣 Immoral Hospital（3月7日、シネマジック）
- 女教師濃縮100％痴漢電車 3 三浦あいか・水原美々 他（3月25日、笠倉出版社）
- 奥までゴックン（6月2日、アトラス21）
- AV隷嬢館 女校生SPECIAL 三浦あいか・宮内さおり・長坂かおり（4月18日、シネマジック）
- AGAIN （8月25日、KUKI/TANK）長谷川優名義
- AVアイドル伝説（9月15日、アトラス21）
- 女尻（10月17日、アリスJAPAN）
- YOU 三浦あいかは仮の姿です。（11月22日、KUKI/TANK）長谷川優名義
- 人間・廃業（12月19日、バビロン）

1998年
- ラスト・ビデオ 最後の抱擁（1月15日、アトラス21）
- Abnormal Nurse-call 白衣の堕天使たち 秋吉理絵・三浦あいか・田崎由希（1月30日、シネマジック）
- Cream 14 早乙女ルイ・清水このは・椿しおり・三浦あいか 他（3月28日、シーツーコーポレーション）
- 奴隷狩り 大洋図書セルビデオコレクション 2 水原美々・三浦あいか・平松ケイ 他（4月17日、シネマジック）
- スーパーハードエクスタシー（5月2日、サクセス・ビデオ・コミュニティー）
- 官能牝（5月10日、サクセス・ビデオ・コミュニティー）＊『人間廃業』を再編集したもの
- 流出（5月28日、シャイ企画）
- クラスで一番かわいい娘 （キューティーバニー （メディアバンク））
- 天下一品 34 森高美脚パンスト編 （TF-CLUB（東京覆面倶楽部）TF-69）
- 天下一品 36 森高夏爽快パンスト編 （TF-CLUB（東京覆面倶楽部）TF-71）

1999年
- プレゼント Vol.5 （2月、ワープエンタテインメント）
- I for you（3月4日、アトラス21）
- ドリームシャワー NO.10（8月4日、beauty（ワープエンタテインメント））
- C-temptation 2（8月23日、MOODYS（Mr.プレジデント））
- 放課後美少女かたろぐ 12（9月23日、HIGH-SCHOOL PINK（アイデアポケット））
- 三浦あいか 巨根搾り（9月頃、kotoc（北都））KTC-09
- 「痴」女優 Vol.5（11月6日、皇獅婁（ワープエンタテインメント）)
- まん毛鏡 Vol.1 （12月10日、Ribbon （幻映舎））
- 天下一品 47 森高イクまでパンスト編（TF-CLUB（東京覆面倶楽部））TF-82
- 天下一品 48 森高見てお願いパンスト編（TF-CLUB（東京覆面倶楽部））TF-83

2000年
- 早熟痴女（1月18日、GOLD RUSH（グローリークエスト））
- Angel（1月26日、Angel（アイデアポケット））
- お姉さんがしてあげる（1月、ONE（メディアバンク））ONE-21
- 三浦あいか 壊れる。（1月、PURE BLACK（ぴのぴの））PBL-06
- 三浦あいか 堕ちる。（1月、PURE BLACK（ぴのぴの））PBL-07
- 生贄の閲覧室・悪夢の調教（2月19日、ウルフ（幻映舎））
- IMAGINATION Vol.7（2月、GOLDEN MIMIZUKU（ひりゅうビジュアルネットワーク））
- スチュワーデスレイプ 奈落の乱気流（3月8日、死夜悪（アタッカーズ））
- 姦魔輪姦レイプ 惨劇体育教師レイプ!（4月1日、姦魔 （麒麟堂））
- 龍縛愛玩調教 1 銀行レディー（4月5日、龍縛 （アタッカーズ））
- 女帝（6月17日、オー・ケイ出版社）
- かぎりなく透明に近いブルセラ（2000年中盤頃、スケルトン（幻映舎））SKR-16
- 奴隷学園 受縄狩り 細川百合子・朝岡実嶺・水原美々・三浦あいか 他 全20名（8月31日、笠倉出版社）
- Chaos 色情四姉妹 麻宮淳子・三浦あいか・鈴木麻奈美・金沢文子（9月1日、QUEST（MOODYZ））
- CABARET＆CLUB キャバクラ嬢 夢野まりあ・三浦あいか・岡崎美女・流星ラム・横倉里奈 他（9月1日、ムーディーズ）
- RACE QUEEN 砂田りりあ・三浦あいか・沢山涼子 他（10月2日、ムーディーズ）
- Reversible Soap（11月1日、Imperial （MOODYZ））
- 主演監督 ワタシは最期にコレがシタイ!! 完全引退（11月25日、ワンズファクトリー）
- 年下の男の子へ（12月1日、JUICY（メディアバンク））JY-08
- 妖淫七変化（12月1日、WILD（MOODYZ））
- バニーなお姉さん（2000年頃、BUNNY（ダイレクトライン））BO-04
- 天下一品 50 森高バーチャルパンスト編（TF-CLUB（東京覆面倶楽部））TF-85

2001年
- FACE 01 僕の知らない彼女の素顔（2月1日、AUDAZ）
- 女子校生コスプレサイト 麻宮淳子・三浦あいか・藤谷しおり 他（2月8日、ジーオーティー）
- 三浦あいかの音 Fuckin' on（3月15日、SENZ（ソフト・オン・デマンド））
- キュートな悪魔（4月1日、幻映舎）
- アクトレースクィーン 三浦あいか・有賀美穂・横倉里奈 他（5月10日、ジーオーティー）
- Fourth（7月10日、小悪党）
- バニー 小沢まどか・三浦あいか 他（7月27日、メディアバンク）
- Imagination Special 2 流星ラム・三浦あいか・三里ゆりか 他（7月、GOLDEN MIMIZUKU（ひりゅうビジュアルネットワーク））
- アイドルへの道標 岡崎美女・三浦あいか・河合もも 他（8月2日、ジーオーティー）
- Heart Beat 5 面接志願 女教師編（9月1日、MAGICAL BANANA（ゼロコーポレーション））
- 痴的看護病棟（10月1日、MAGICAL BANANA（ゼロコーポレーション））
- 素性（11月15日、Imperial（MOODYZ））
- Sweet バニーCLUB 小沢まどか・若菜瀬奈・可愛あずさ・三浦あいか 他（11月13日、アトラス21）
- nude show 三浦あいか・沢賀名・秋野しおり・鈴木涼（12月14日、メディアバンク）

2002年
- AVアイドルに憧れて 三浦あいか・有賀美穂・水原美々 他（1月17日、ジーオーティー）
- between the semen（2月15日、Imperial（MOODYZ））

2012年
- 復活!! 三浦あいか 初本番（9月25日、マドンナ）
- 超大型復活女優第2弾!! 美義母 あいか（10月25日、マドンナ）
- 夫の目の前で犯されて 三浦あいか 訪問強姦魔 7（11月7日、アタッカーズ）
- サイド・エフェクト、感染（12月7日、アタッカーズ）

2013年
- あなた、許して…。（1月7日、アタッカーズ）
- こんな所で…なのに、なのに私ったら…!（2月7日、アタッカーズ）
- 美熟女SM 義父に調教された未亡人（3月7日、マドンナ）
- 籠城 2 三浦あいか・澤村レイコ・ASUKA（7月7日、アタッカーズ）
- 痴漢映画館 5 こんな所で…なのに、なのに私ったら…!（8月24日、アタッカーズ）
- 引退 大人の女が魅せる最後の濃厚セックス 三浦あいか（12月25日、マドンナ）

2015年
- 脱獄者（9月7日、アタッカーズ）
- 人妻整体師 真理子 こんなに濡れるなんて、いやだ、どうして…（10月7日、アタッカーズ）
- 貞淑妻、堕ちるまで…（12月7日、アタッカーズ）

### アダルトビデオ（主な編集版）
1996年
- 三浦あいかマニア（4月12日、KUKI/TANK）VHS、TANK作品総集編・未公開映像含む
- あいか×AIKA〜その全記録〜三浦あいか現象とAIKA症候群（9月14日、KUKI/TANK）VHS、TANK作品編集版
- 乳TANKの天使たち 3 川浜なつみ・北原梨奈・三浦あいか 他（12月11日、KUKI）VHS

1997年
- Chu 愛ある7つエッチイズ 光月夜也・田崎由希・三原夕香・三浦あいか 他（3月28日、KUKI）CD-ROM
- AV Director's Cut Special 好きです 遠藤悠美・三浦あいか・姫宮純・一色彩果・桂木ゆみ（12月12日、KUKI）CD-ROM

1998年
- NEO出血大制服スーパーコレクション 4（2月15日、アトラス21）VHS
- AIKA LOVEs YOU（8月7日、KUKI）DVD、『I LOVE YOU』『サーモンピンク』『濡れうさぎ』『Summer Memory』編集版
- シャイDX98-99女優編 全8名（12月23日、アトラス21）VHS
- AIKA LOVEs YOU 2（12月25日、KUKI）DVD、『ミャ〜オ』『旅立ち』『Fantasy』収録

1999年
- ベスト・オブ・インモラル天使 7 三浦あいか・小川流菜・夏樹みゆ・水島千彰・榊真結（1月15日、シネマジック）VHS
- 女尻CLIMAX 2nd 七瀬あゆみ・三浦あいか・小室友里・河合美奈 他（1月15日、アリスJAPAN）VHS
- AVディレクターズカット 三浦あいか'99（3月5日、KUKI）CD-ROM、KUKI素材、未公開映像含む
- 好きです ノスタルジア 三浦あいか・一色彩果・吉沢美和 他（4月17日、KUKI/TANK）VHS ＊「好きです」シリーズを8人分収録
- KUKI蔵出しアイドルコレクション 好きです 桂木ゆみ・三浦あいか・姫宮純 他（7月9日、KUKI）Video CD
- 人間・廃業ファイル VOL.3 矢沢ようこ・三浦あいか・小室友里・草凪純・若菜瀬奈（7月30日、アリスJAPAN）VHS
- KUKI 20th Anniversary 若菜瀬奈・三浦あいか・川浜なつみ・田崎由希 他 全15名（10月15日、KUKI KDV-079）DVD
- 女神 VOL.1 みなみありす・メイファ・三浦あいか・三田友穂 他 全19名（12月10日、メディアバンク ARD-013）DVD
- 人間廃業ファイル'99 矢沢ようこ・三浦あいか・小室友里 他（12月24日、アリスJAPAN）DVD

2000年
- 迷子になりたい×着せ替え人形 （1月28日、KUKI）Video CD、『迷子になりたい』『着せ替え人形』収録
- DVD買うボーイ 02 イヴ・三浦あいか・松田有香・しいな純菜 他（4月4日、KUKI）DVD
- ラヴァーズSelection 2 国府田ひとみ・岡崎美女・三浦あいか 他（4月28日、メディアバンク）VHS
- 完熟美女濃縮20連発 DXランジェリーコレクション 2 坂巻リオナ・三浦あいか・秋本那夜・相川智佐 他（5月24日、笠倉出版社）VHS
- 女教師Selection 小林ひとみ・メイファ・遠野みずほ・岡崎美女・荒井まどか・三浦あいか 他（6月16日、メディアバンク）DVD
- AIKA LOVEs YOU 3（6月23日、KUKI）DVD、『好きです』『溺愛』『カウントダウン』収録
- 激烈 超 調教（6月23日、タキオン）VHS、『生贄の閲覧室』ビデ倫版、他：新山理沙
- 口唇美人 2 官能淫らな舌使い（6月28日、メディアバンク）VHS、全16名
- 淫滅（7月28日、DAVIDE（日本メディアサプライ）DVD、『壊れる。』『堕ちる。』収録
- GAG’S 猿轡の女たちⅡ 吉川由貴・メイファ・三浦あいか・篠宮知世 他（8月20日、シネマジック）VHS
- AV2000 Vol.1 全20名（8月25日、メディアバンク）DVD
- お姉さんは好きですか REMIX 麻宮淳子・三浦あいか・牧本千幸 他（9月22日、レイディックス）DVD
- アトラスMEGA MIX 2 金沢文子・小林ひとみ・有賀美穂・草凪純・三浦あいか 他 全18名（10月13日、アトラス21）DVD
- インモラル天使 罪 島崎梨乃・三浦あいか・小森まみ 他（10月27日、シネマジック）DVD
- 早熟痴女スペシャル総集編 PART2 三浦あいか・柏木美沙・高野らん・秋野しおり（12月1日、グローリークエスト）VHS
- きれいなお姉さんがしてあげる ～年下の男の子へ…～ 三浦あいか・麻宮淳子（12月8日、イエローボックス）DVD
- アリスJAPAN 2001 あいだもも 白石ひとみ・朝岡実嶺・三浦あいか 他（12月8日、アリスJAPAN）DVD
- ソフト・オン・デマンド おかげさまで5周年記念特選作品集 女優編 朝岡実嶺・麻宮淳子・麻生早苗・綾波涼・三浦あいか 他 全39名（12月15日、ソフトオンデマンド）VHS

2001年
- 天下一品 111 森高パンストドォー・ダ・ベスト（TF-CLUB（東京覆面倶楽部）VHS、『天下一品』シリーズ編集版
- 天下一品 112 森高パンストドォー・ダ・ベスト2（TF-CLUB（東京覆面倶楽部）VHS、『天下一品』シリーズ編集版
- 天下一品 113 森高パンストドォー・ダ・ベスト3（TF-CLUB（東京覆面倶楽部）VHS、『天下一品』シリーズ編集版
- NEO出血大制服完全版 2 川浜なつみ・広末奈緒・桜井風花・岡崎美女・三浦あいか 他（2月9日、アトラス21）VHS
- コスプレロワイヤル 小林ひとみ 北条香理・三浦あいか・川浜なつみ・光月夜也 他（2月16日、KUKI KT496）VHS 120分
- コンパニオン 三浦あいか・泉星香吉井美希・風間麻衣・竹本里緒・南あみ 他（3月1日、ムーディーズ）VHS
- 姦魔輪姦レイプ コレクターズ・エディション vol.2 三浦あいか・愛梨華（4月15日、姦魔（麒麟堂））DVD、『姦魔輪姦レイプ』収録
- 美女達の華麗なエッチ集 三浦あいか・愛田るか・伊集院沙羅 他（4月19日、ジーオーティー）DVD
- コスプレロワイヤル 川浜なつみ・聖さやか・三浦あいか・小野今日子・光月夜也 他（5月25日、KUKI KTD004）DVD 200分
- 女教師痴漢電車ベスト20 2 有賀美穂・観月麗華・吉野美穂・琴野まゆ・三浦あいか 他（6月27日、笠倉出版社）DVD
- 三浦あいかスペシャル完全保存版（7月25日、グローリークエスト）DVD/VHS、『早熟痴女』拡大版
- 三浦あいか壊れ堕ちる 完全版　（8月7日、PURE BLACK（ぴのぴの））VHS、『壊れる。』『堕ちる。』収録
- STARBOX VOL.02（8月22日、ワープエンタテインメント）DVD、『プレゼント』『ドリームシャワー』『「痴」女優』収録
- 早熟痴女 中出し 星野さおり・高野らん・三浦あいか 他（8月30日、グローリークエスト）DVD
- ストリートSM総集編 衝撃の10人天誅!!（9月10日、シュガーワークス）VHS
- Beautiful Body & Face 泉星香・南あみ・三浦あいか・藤谷しおり 他 全8名（9月7日、ジーオーティー KAA-41））DVD
- 音 Fuckin’on ベストセレクション 麻宮涼子・小室りりか・流星ラム・三浦あいか・TAKAKO（10月4日、ソフト・オン・デマンド）DVD
- Imitation Sex バイブに夢中 森村ハニー・山咲あかり・光月夜也 他（10月11日、ジーオーティー）DVD
- フェアエストRemixⅡ 全17名（10月19日、グラフィティジャパン）VHS ＊オムニバス作品
- 死夜悪 The Best 9 スチュワーデスセレクト 香坂ゆかり・三浦あいか・吉野美穂（12月4日、アタッカーズ）DVD

2002年
- 三浦あいかの淫語 LOV05（1月8日、Lovers (麒麟堂)）VHS、『Fourth』を4作品に分割・増補したうちの1本
- 三浦あいかの痴女妻 LOV06（1月8日、Lovers (麒麟堂)）VHS、『Fourth』を4作品に分割・増補したうちの1本
- 三浦あいかのハメ撮り LOV07（1月8日、Lovers (麒麟堂)）VHS、『Fourth』を4作品に分割・増補したうちの1本
- 三浦あいかのぶっかけ LOV08（1月8日、Lovers (麒麟堂)）VHS、『Fourth』を4作品に分割・増補したうちの1本
- 音シリーズ 第2巻 広末奈緒・三浦あいか（1月10日、ソフト・オン・デマンド）DVD、『広末奈緒の音』『三浦あいかの音』収録
- 絶頂騎乗位RIMIX Vol.2 藤森かおり・水原美々・香取さやか・三浦あいか 他（1月25日、グローリークエスト）VHS
- 大制服コレクション 4時間スペシャル 三浦あいか・神楽坂ケイ・北原梨奈・寺尾佑理 他 全26名（1月25日、メディアバンク）DVD
- TANKアーカイブ 2nd 三浦あいか・川浜なつみ・小早川まりん・北原梨奈 他（2月28日、KUKI）DVD
- 痴的看護病棟 総集編 眞城麗美・堤さやか・三浦あいか・新島愛美 他（3月13日、ゼロコーポレーション）DVD
- Heart Beat Special みさき理絵・三浦あいか・寺尾佑理・水野奈菜 他（3月15日、MAGICAL BANANA（ゼロコーポレーション））DVD
- マウス to ♂ 三浦あいか・秋本優奈・夢野まりあ 他（3月20日、ジーオーティー）DVD
- 堕天使の誘惑 岡崎美女・夕樹舞子・吉田あゆみ・吉井美希・三浦あいか 他 全10名（4月11日、ジーオーティー DDD-026）DVD
- 女囚（4月12日、MOVE ON UP）DVD、『三浦あいか壊れ堕ちる』DVD版
- THE BEST OF WANZ 1 紺野沙織・矢沢ようこ・井上優香・森村ハニー・三浦あいか 他（6月1日、ワンズファクトリー）DVD ＊ワンズファクトリー2周年記念
- Body break 愛田るか・つかもと友希・三浦あいか 他（6月1日、ジーオーティー）DVD
- A.I. ATLAS INTEGRAL しいな純菜・ひろせまなつ・みなみありす・葵みのり・小森まみ・三浦あいか 他 全50名（2002年6月21日、アトラス21）DVD
- すけすけスケベ! アブノーマルタイム 吉井美希・三浦あいか・流星ラム 他（7月11日、ジーオーティー）DVD
- フェロモンむんむんお姉さん 騎乗位特集 EVE・岡崎美女・岡田純菜・吉井美希・三浦あいか 他（7月15日、ムーディーズ）DVD/VHS
- インディーズアイドル 微乳系 宝生奈々・岡崎美女・三浦あいか 他（8月1日、ゾーンワークス）DVD
- A級女優の癒しフェラ 安里祐加・金沢文子・くすのき琴美・小早川まりん・桜奈々・三浦あいか 他（8月1日、ムーディーズ）DVD/VHS
- レイプ・セレクション 犯された女たち なごみもえ・小泉麻由・清水かおり・三浦あいか 他（9月1日、ムーディーズ）DVD
- 着衣のSEX 橘涼子・琴野まゆ・金沢文子・三浦あいか 他（9月1日、ムーディーズ）DVD/VHS
- Atlas Adult Actress Vol.2 17人の謝激祭 金沢文子・しいな純菜・ひろせまなつ・可愛ゆう・三浦あいか 他（10月11日、アトラス21）VHS
- 食べ頃の果実 三浦あいか・藤崎美雨・吉井美希 他（10月17日、ジーオーティー）DVD
- ランジェリーデラックス 麻生早苗・三浦あいか・瞳リョウ・七瀬あゆみ･小室友里 他（10月25日、宇宙企画）DVD
- 姫盛り 3 三浦あいか・沢木まゆみ・牧本千幸 他（10月25日、アートモデルズ）DVD
- 絶頂クライマックススペシャル 相原夏海・青木絵里・朝倉まりあ・安里祐加・三浦あいか 他 全23名（11月1日、ムーディーズ）VHS
- The Best of Angel Girl 三浦あいか×三田友穂（11月8日、アイデアポケット）DVD
- AV20年史 Deluxe 1 森村ハニー・朝倉まりあ・桜樹ルイ・三浦あいか・白石ひとみ・五月みどり 他（12月20日、ディースリー）DVD
- お姉さんが晴着でしてあげる 三浦あいか・秋川沙良・ささきふう香・桜庭奈緒（12月25日、RADIX）DVD

2003年
- ショートカットの女の子 15 橘涼子・三浦あいか・聖さやか 他（1月1日、ムーディーズ）DVD/VHS
- レジェンド・アイドルVol.2 三浦あいか・藤崎彩花・しいな純菜 他（1月1日、トランスコーポレーション）DVD
- 森高パンストドォー・ダ・ベスト 1（1月15日、TF-CLUB（東京覆面倶楽部）TFD-03）DVD、『天下一品』シリーズ編集版
- 森高パンストドォー・ダ・ベスト 2（1月15日、TF-CLUB（東京覆面倶楽部）TFD-04）DVD、『天下一品』シリーズ編集版
- AV女優8人祭り 渡瀬晶・宝生奈々・三浦あいか・麻宮淳子 他（1月21日、レイディックス）DVD
- 龍縛 The Best 龍縛愛玩調教 淫欲編 上原千夏・麻宮淳子・三浦あいか（2月8日、アタッカーズ）DVD
- 青姦天国 及川奈央・ひろせまなつ・三浦あいか 他 全10名（3月1日、ムーディーズ MDED-055）DVD
- FACEお姉さまセレクション 2 三浦あいか・水野あい・千夏（3月6日、アウダースジャパン）DVD
- Angel Premium 3 三浦あいか・森村ハニー・朝倉まりあ・夕樹舞子 他（3月8日、アイデアポケット）DVD
- RESPECT 1500 三浦あいか（3月18日、フェアエスト）DVD、詳細不詳
- FANTASTIC（3月21日、アトラス）DVD、『NEO出血大制服』『AVアイドル伝説』『最期の抱擁』収録
- ムーディーズ女優コレクション1 夕樹舞子・菊池えり・聖さやか・川村りさ・岡田純菜・三浦あいか 他（4月1日、ムーディーズ）DVD/VHS
- 女社長丹羽ひとみが選ぶお気に入り作品集 麻倉淳子・三浦あいか 他（4月15日、ムーディーズ）DVD
- ADULT QUEEN（4月24日、ジーオーティー）VHS
- Back！ Hip！ Fuck！ 2 全22名（5月1日、ジーオーティー）DVD
- オナニー白書 Deluxe Part 2 美里真理・林由美香・後藤えり子・荒井まどか・三浦あいか 他 全40名（5月23日、Five Star）DVD
- インターネットFUCK!!（6月27日、Tinkerbell）DVD、『インターネットFUCK!!』VHS 収録
- フェラチオBEST 2 全14名（7月1日、ムーディーズ）DVD
- ブランドは彼女達自信!（8月8日、まる・シー/麒麟堂 C-13）VHS　詳細不詳
- 美肉調教スペシャル（8月29日、コレクト）DVD、『インモラル天使』『白衣の隷獣』収録
- 死夜悪アンソロジー 4 夕樹舞子・三浦あいか・風間ゆみ・大石ひかる 他（9月8日、アタッカーズ）DVD
- まる・シーな女達 02 津野田薫・三浦あいか・瀬戸内あすか・池野瞳・姫野愛里沙（10月1日、まる・シー/麒麟堂 CO-2）VHS
- 龍縛アンソロジー 1 琴野まゆ・三浦あいか・山咲あかり・小室芹奈 他（10月8日、アタッカーズ）DVD
- AVガイド 大量ザーメン放出特集 2（10月20日、トランスコーポレーション）DVD
- まんぐり返し BEST あづき美由・うさみ恭香・安来めぐ・岡田りな・三浦あいか 他 全37名（12月15日、ムーディーズ）DVD

2004年
- AVアイドル淫乱主義 笠木忍・佐々木忍・三浦あいか・中山美希（6月3日、麒麟堂）DVD
- 激淫ナース 太くて固い注射が好き 夕樹舞子・三浦あいか・麻宮淳子・流星ラム 他 全8名（6月11日、ディースリー DDD-201）DVD
- ATLAS TWENTY ONE 小林ひとみ・あいだもも・三浦あいか 他 全60名（8月20日、アトラス21）DVD
- Gal Best 三浦あいか・水沢ゆうな・星野桃・長瀬愛・苺みるく 他（9月15日、ムーディーズ）DVD
- インモラル天使EX 3 麻生菜月・沢田ルミ・高橋ゆかり・吉野麻弥・三浦あいか 他（9月24日、シネマジック）DVD

2005年
- 超しゃぶり Super Selection 望月舞花・藤谷しおり・三浦あいか 他（1月14日、デジタルバンク）DVD
- 幼乳+淫娘 一緒にイキたいの!（5月26日、センチュリークラブ）DVD、詳細不詳
- 歴代超有名AV女優 蔵出し映像流出！ 三浦あいか 長瀬愛 夕樹舞子 藍井る加 三咲まお 全5名（2005年12月13日、オフサイド企画 OGOD-001）DVD

2006年
- ときめきフェチスペシャル 3 三浦あいか 他 全60名（1月15日、TF-CLUB）DVD
- 裏AV女優名鑑 全11名（1月25日、裏座 UAKL-001）DVD
- インモラル天使 File.9 鈴木まりか・吉永クリス・三浦あいか（3月24日、シネマジック）DVD
- PLAYBACK（8月25日、KUKI）DVD ＊「好きです」「I LOVE YOU」「濡れうさぎ」「サーモンピンク」を収録

2007年
- NEO出血大制服SPECIAL SPECIAL BOX 2 桜井風花・三浦あいか・若菜瀬奈（4月13日、NEO ATLAS）DVD
- The Best of No.1 三浦あいか Deluxe（5月18日、メディアバンク）DVD
- 手コキと勢いのある射精 三上翔子・岡崎美女・上原いずみ・三浦あいか 他 全21名（7月2日、RADIX）DVD
- Cinemagic DVDベスト30 矢沢ようこ・夢野まりあ・麻宮淳子・川浜なつみ・三浦あいか 他（7月4日、シネマジック）DVD
- Legend 三浦あいか（7月27日、エー・エス・ジェイ）DVD ＊「三浦あいか 壊れる。」「三浦あいか 堕ちる。」を収録
- 型抜きホール 三浦あいか（12月7日、リアル）DVD

2008年
- 人気女優に8時間ぶっとおしで中出し 最初から最後までクライマックスだぜっ!! 三浦あいか・沢木まゆみ・岡田純菜 他（1月7日、北都）DVD
- あの有名女優の裏映像全てみせます!!8時間スペシャル 小沢まどか・沢口あすか・鈴木麻奈美・金沢文子・三浦あいか 他 全14名（9月25日、北都）DVD

2009年
- THE AV WORLD SPECIAL 夢の24時間SPECIAL BOX 及川奈央・黒沢愛・麻宮淳子・蒼井そら・三浦あいか 他 全56名（3月19日、ROOKIE）DVD
- 夜のAVヒットスタジオ ゴージャス300分 藤谷しおり・麻生早苗・五島めぐ・美穂由紀・いとうしいな・三浦あいか・みなみありす 他（9月26日、群雄社）DVD

2012年
- 美少女AV女優の頂点 1990年代セレクション 金沢文子・氷高小夜・鈴木麻奈美・矢沢ようこ・三浦あいか 他 全24名（1月7日、オールアダルトジャパン）DVD
- 伝説の女優（11月15日、グローリークエスト）DVD

2013年
- 魅惑のGAG・さるぐつわコレクション メイファ・三浦あいか・宮内さおり 他（1月1日、シネマジック）DVD
- 25人の義母と息子の背徳交尾 総集編8時間 三浦あいか・愛田奈々・桐岡さつき 他 全25名（2月25日、マドンナ）DVD
- ATTACKERS Anthology 2012 麻美ゆま・織田真子・三浦あいか・かすみ果穂 他（7月7日、アタッカーズ）DVD ＊171タイトルを編集
- ナース緊縛奴隷コレクション 白衣の暴辱堕天使たち 水谷桃・三浦あいか・嶋田琴美 他（12月19日、シネマジック）DVD

2014年
- 望まぬ絶頂に理性を狂わされた妻たち 41人8時間 有村千佳・米崎真理・三浦恵理子・三浦あいか 他（1月7日、マドンナ）DVD
- ATTACKERS PRESENTS THE BEST OF 三浦あいか（2月7日、アタッカーズ）DVD ＊「あなた、許して…。」「こんな所で…なのに、なのに私ったら…！」「籠城 2」「夫の目の前で犯されてー」など5タイトル収録
- 丸ごと!三浦あいか8時間 初本番から引退までの全12本番完全収録（4月25日、マドンナ）DVD
- 美義母 総集編8時間 織田真子・三浦あいか・青山葵 他（5月25日、マドンナ）DVD
- 籠城 全編ノーカット完全版 織田真子・波多野結衣・西野翔・三浦あいか 他（10月7日、アタッカーズ）DVD
- 復刻セレクション Wパック 好きです＆ I LOVE YOU 好きだからしてあ・げ・る（12月1日、KUKI）DVD ＊「好きです」「I LOVE YOU 好きだから、してあ・げ・る」のWパック

2015年
- いい女は犯しても美しい 白木優子・北条麻妃・板垣あずさ・三浦あいか 他（1月7日、アタッカーズ）DVD
- 復刻セレクション Wパック サーモンピンク ＆ 濡れうさぎ（2月1日、KUKI）DVD ＊「サーモンピンク」「濡れうさぎ」のWパック
- 復刻セレクション Wパック 迷子になりたい ＆ ミャ～オ（4月1日、KUKI）DVD ＊「迷子になりたい」「ミャ〜オ」のWパック
- 復刻セレクション 着せ替え人形（5月1日、KUKI）DVD
- 復刻セレクション Summer Memory（5月1日、KUKI）DVD
- 復刻セレクション 旅立ち（6月1日、KUKI）DVD
- 復刻セレクション FANTASY（6月1日、KUKI）DVD
- 復刻セレクション カウントダウン（7月1日、KUKI）DVD
- 復刻セレクション 濡れて溺愛（7月1日、KUKI）DVD
- 復刻セレクション POISON（8月1日、KUKI）DVD AIKA名義
- 復刻セレクション AIKA（8月1日、KUKI）DVD AIKA名義

2016年
- あなた、許して…。完全保存版 005 三浦あいか・愛田奈々・芦名未帆・青山葵（2月7日、アタッカーズ）DVD
- 薄さ0.00000000001ミリ ハメるな危険コンドーム。ナマ中出し絶対NGな女子に秒速で破けるゴムを付けての人体実験。ダマで生ハメ中出し今度産む？ 4時間SP 春原未来・阿部乃みく・三浦あいか 他（7月25日、ビッグモーカル）DVD

2017年
- 脱獄者 完全保存版 002 川上奈々美・春菜はな・三浦あいか・神田光（5月25日、アタッカーズ）DVD

2018年
- 薄さ0.00000000001ミリ ハメるな危険コンドーム。ナマ中出し絶対NGな女子に秒速で破けるゴムを付けての人体実験。ダマで生ハメ中出し今度産む？ 4時間22人 スーパーベスト! 春原未来・阿部乃みく・三浦あいか 他（3月25日、ビッグモーカル）DVD

2020年以降
- 訪問強姦魔 夫の目の前で犯されてー選りすぐり総集編 美咲みゆ・澤村レイコ・舞咲みくに・三浦あいか 他（2020年1月7日、アタッカーズ）DVD
- 本気で感じるびっしょり汗だく凌辱性交 8時間BEST 安野由美・春菜はな・三浦あいか・きみと歩実 他（2020年12月7日、アタッカーズ）DVD
- 夫の目の前で犯されて 完全保存版 008 KAORI・澤村レイコ・森ななこ・麻美ゆま・三浦あいか（2021年8月7日、アタッカーズ）DVD

発売年不明
- 三浦あいか（KIWI KI-001）VHS ＊イメージビデオ
- 痴女物語 三浦あいか・乃南葵・松井はるか・柚木真奈（麒麟堂 MIJ-004）VHS
- 冬物語 2（? WSL-15）VHS
- クラスで一番かわいい娘（メディアバンク QT-06）VHS
- まん毛鏡special Vol.1（幻映舎 RIB-01）VHS
- ヌレじゅう 三浦あいか・中村ゆうき・藤田すずか 他（エクストリーム nr-15）VHS
- なまでイクッ!!（ビデオベイ VIB-004）VHS
- 女優三浦あいか　髪を切って少女から大人へ!!（ビデオベイ VIB-021）VHS
- 熱視線（幻映舎 PYC-01）VHS
- セーラー服を脱がせてネ 三浦あいか・遠藤悠美（イエローボックス YBV-62）Video CD
- 魅惑のお姉さんシリーズ お口でしてあげる 全31名（レイディックス ZO-005）DVD
- 性暴力スペシャル 三浦あいか・新山理沙・緒方れいな 他 全5名（インディーズメディア PID-002）DVD

### アダルトビデオ（無修正）
- 伝説の美形女優 三浦あいか（2013年12月 31日、昔の名作裏ビデオスーパーコレクション）

## 出演

### 映画
- 痴漢電車エクスタシー（2001年8月13日公開 、配給：オーピー映画 （大蔵映画））監督:国沢実[3]

## 書籍

### 写真集
- 三浦あいか写真集 最終楽章 コーダ（1997年1月7日発行、撮影:竹内彩、メディアックス）ISBN 4896137817
- 女性アイドル写真集 凌辱写真 3 女・肉体・レイプ 七瀬あゆみ・光月夜也・吉野美穂・三浦あいか 他（1997年8月30日発行、撮影:安藤青太、東京三世社）ISBN 9784812602218
- 三浦あいか写真集 美少女SM Vol.8（1998年12月15日発行、撮影:杉浦則夫、三和出版）ISBN 4883566803
- 女性アイドル写真集 ウェット・ヘブン 麻生早苗・稲葉めい・三浦あいか 他（1999年3月25日発行、撮影:横山こうじ、司書房）ISBN 4812802385
- 三浦あいか写真集 美少女愛奴シリーズVol.1 含羞む愛縄天使（1999年12月30日発行、撮影:遼鏡嘩、大洋図書）ISBN 4813003117
- 写真集 恋縛 4 三浦あいか・麻生早苗・流星ラム・持田薫（2000年5月20日発行、撮影:杉浦則夫、三和出版）ISBN 4883567761
- 女性アイドル写真集 ミニスカGOLD 及川奈央・鮎川あみ・仲谷かおり・三浦あいか 他 全45名（2002年6月20日発行、日本出版社）ISBN 4890486445
- 女性アイドル写真集 黄金期 三浦あいか・音咲絢・広末奈緒・聖さやか・流星ラム 他（2005年1月10日発行、マイウェイ出版）ISBN 9784861350917

### デジタル写真集
- 夏・女（ホワイトヴィレッジスタジオ）(1)
- 夏の香り（ホワイトヴィレッジスタジオ）(2)
- 早春の香（ホワイトヴィレッジスタジオ）(3)
- KURADASHI! 三浦あいか（Level 4）

(1)-(3)：　いずれもプリンタ出力による写真集+CD-Rのセット

## 雑誌
- 写真集系雑誌 PHOTO SHOT Vol.9 夕樹舞子・七瀬みい・有賀みほ・野々ゆりか・三浦あいか 他（1995年6月25日、英知出版）
- オレンジ通信 1995年08月号（表紙）
- 写真集系雑誌 アクトレス DELUXE Vol.7 三原夕香・瞳リョウ・三浦あいか・池上美沙 他（1996年8月5日、リイド社）
- 写真集系雑誌　PHOTO SHOT Vol.27 ドキ2の制服、水着特集だっ!! 美月まなか・吉田里深・金沢文子・三浦あいか 他（1997年10月31日、英知出版）
- おもらし倶楽部12号（1998年10月25日発行、撮影:杉浦則夫、三和出版）ISBN 488356665X